# كولن دوكينز
كولن دوكينز (بالإنجليزية: Colin Dawkins)‏ هو كاتب أمريكي، ولد في 8 سبتمبر 1922 في تلسا في الولايات المتحدة، وتوفي في 27 نوفمبر 1986.